# La Décollation de saint Jean-Baptiste et le Banquet d'Hérode
La Décollation de saint Jean-Baptiste et le Banquet d'Hérode est une œuvre extrêmement grande du peintre Bartholomeus Strobel le Jeune (1591-après 1650) qui est exposée au Musée du Prado à Madrid sous le titre Degollación de San Juan Bautista y banquete de Herodes. Cette huile sur toile, qui mesure 2,80 m sur 9,52, a été peinte, selon les auteurs, entre 1630 et 1643 environ.
La peinture montre la scène du récit biblique du banquet d'Hérode Antipas où sa fille, Salomé, présente la tête de Jean le Baptiste, et la scène de l'exécution, à la droite de la colonne qui divise le tableau. La décapitation de Jean le Baptiste avait souvent été combinée au banquet de cette façon, reléguée dans un espace différent, sur le côté du tableau, mais Strobel porte ce modèle à l'extrême.
L'œuvre comprend de nombreux portraits de dirigeants de la guerre de Trente Ans et probablement de gens de cour moins connus ; ils n'ont pas tous été identifiés, et leur identité n'est pas toujours reconnue. La peinture a passé pour une allégorie « appelant le monde chrétien à sauver la patrie » de Strobel, la Silésie, qui avait beaucoup souffert des guerres.

## Allégorie de l'Europe

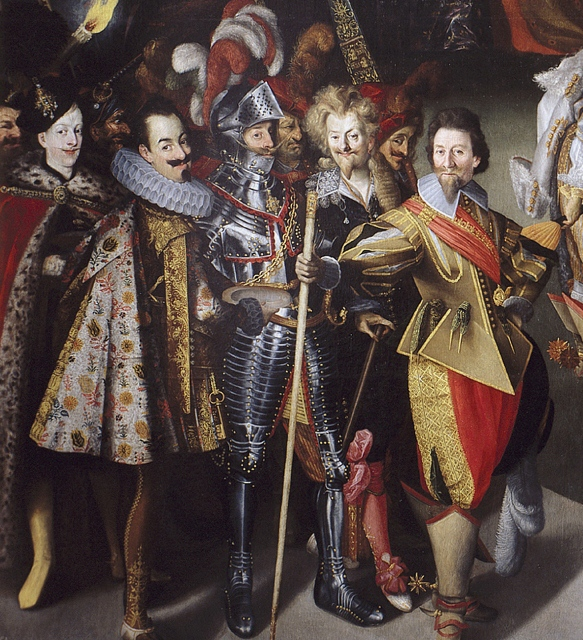
Le groupe de militaires, à gauche

La peinture comprend de nombreux portraits de dirigeants politiques et de chefs militaires de toute l'Europe, le peintre ayant pu compter sur des gravures pour peindre ceux qu'il ne connaissait pas. Le fait que les armoiries de la ville natale de Strobel, Breslau (l'actuelle Wrocław, en Pologne), comprennent une représentation de la tête de Jean le Baptiste sur un plateau est probablement une clé de l'allégorie. Strobel fut forcé par la guerre de Trente Ans et la lèpre de quitter Breslau en 1634 et s'établit finalement en Pologne. Seul Hérode, vêtu d'un costume oriental, réagit fortement à la tête présentée à la table à manger ; les autres personnages ne semblent pas s'en soucier, ce qui est peut-être le sens de l'allégorie.
L'identification des personnages varie. Voici celle d'un groupe, à supposer que l'œuvre ait été réalisée au début des années 1640 : l'homme du centre qui tient une trompette et regarde le spectateur serait l'amiral néerlandais Maarten Tromp, dont la victoire à la bataille des Dunes en 1639 mit fin de manière décisive à la suprématie navale de l'Espagne. Dans son dos, Henri IV de France (qui mourut en 1610) tire sur le linge qui recouvre une table chargée de fruits (et lui présente ainsi « les fruits de la victoire »). Le groupe d'hommes qui se tient à gauche à l'avant-plan serait le généralissime des armées impériales Albrecht von Wallenstein, avec le long bâton, et, derrière lui, ses généraux subalternes le comte Vilém Kinský (en), Christian Freiherr von Ilow et le comte Adam Erdmann Trcka von Lipa, ainsi qu'un de leurs assassins en 1634, le colonel irlandais des dragons Walter Butler de Roscrea (en).
À la table prennent place Jean-Georges Ier, prince-électeur de Saxe ; Charles Ier d'Angleterre ; l'infante d'Espagne et impératrice (à partir de 1637) Marie-Anne, épouse de Ferdinand III du Saint-Empire ; Marie de Médicis, reine douairière de France ; son favori, Concino Concini, mort en 1617 ; George Villiers, premier duc de Buckingham, favori de Charles Ier jusqu'à son assassinat ; et Marie de Rohan, duchesse de Chevreuse.

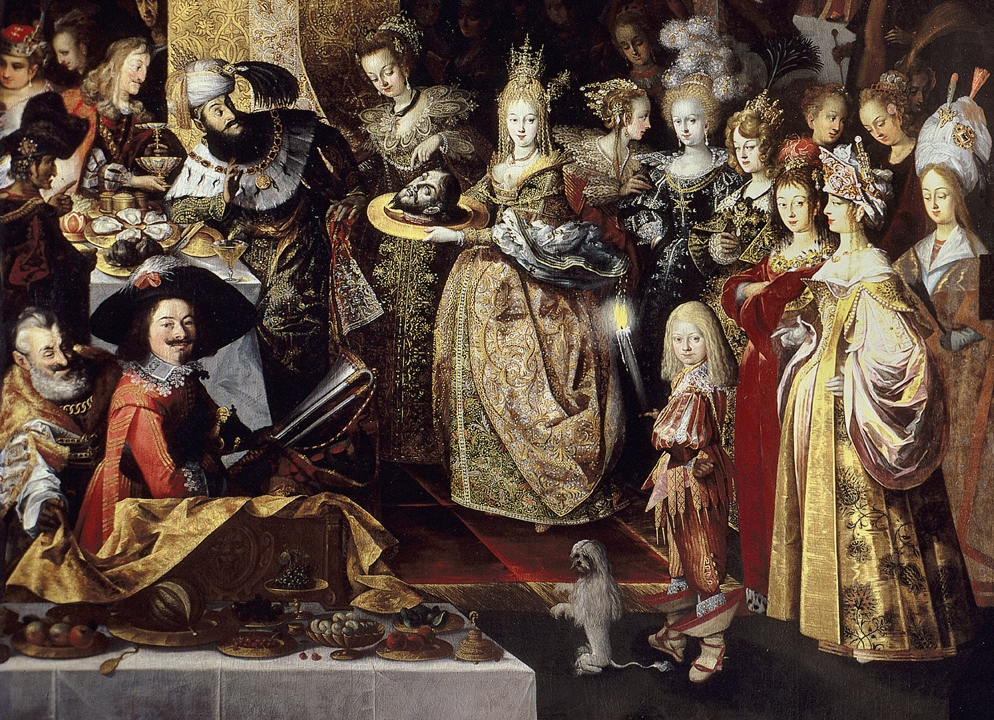
Hérode et le groupe de femmes

La tête de Jean le Baptiste sur le plateau a les traits du duc Jean-Christian de Brzeg, champion calviniste du protestantisme silésien qui est mort en 1639. Salomé, qui tient le plateau, n'est probablement pas le portrait d'un personnage important puisque sa toilette recherchée découvre complètement sa poitrine incroyablement haute.
À la droite d'Hérode, le groupe de femmes comprend : Élisabeth de Bohême, la reine Marie-Éléonore de Brandebourg, veuve de Gustave II Adolphe de Suède (mort en 1632), avec sa fille Christine de Suède (née seulement en 1626) et sa sœur Catherine de Brandebourg, qui gouverna brièvement la Transylvanie après que son mari, Gabriel Bethlen, roi de Hongrie, mourut en 1629. Le porte-torche, à l'avant-plan, est peut-être Charles Ier Louis du Palatinat en exil (fils d'Élisabeth de Bohême né en 1617), et le chien qui fait le beau est peut-être une allusion aux lions rampants des armoiries du Palatinat du Rhin et des Provinces-Unies. La dame au grand turban de la rangée arrière est peut-être Amélie de Solms-Braunfels, épouse du prince Frédéric-Henri d'Orange-Nassau, stathouder de Hollande qui donna refuge à la famille palatine en exil.
D'autres auteurs voient dans le tableau un portrait de Ferdinand II du Saint-Empire et, sous les traits de Jean le Baptiste, ceux de Charles Ier d'Angleterre, même s'il ne fut décapité qu'en 1649, ce qui est probablement bien après que Strobel eut peint le tableau.

## Histoire
La date de la peinture et les circonstances de la commande de l'œuvre ne sont toujours pas sûres. Ces questions sont liées dans une certaine mesure à l'identification des personnages, et notamment à celle des garçons ou des autres jeunes, qui réduirait le temps de création possible. Selon Harosimowicz, source des identifications précédentes, la peinture « fut probablement créée à Elbing au cours des années 1640 à 1642 et commandée par Gerhard et Margarethe von Dönhoff ». La famille von Dönhoff était de riches aristocrates allemands de Silésie qui s'intégraient aussi à la noblesse polonaise. En 1637, von Dönhoff épouse Margarethe, fille du duc Jean Christian de Brezg, dont les traits du visage furent peut-être donnés à Jean le Baptiste.
Selon Jagiello, qui propose les mêmes dates de création, le mécène serait le roi Ladislas IV Vasa de Pologne, qui régna de 1632 à 1649 et qui avait nommé Strobel artiste de la cour en 1639. D'autres auteurs ont proposé le demi-frère de ce roi, Charles Ferdinand Vasa, prince-évêque de Breslau, à la cour duquel Strobel avait été peintre de la cour avant de quitter cette ville en 1634 ; ils avançaient la création de l'œuvre aux années 1630–1633, comme le fait le Prado (donc, avant l'assassinat de Wallenstein). Seules les armoiries du prince-évêque figurent sur la peinture, qui a peut-être été réalisée pour le palais de l'évêque à Nysa.
En 1746, la peinture faisait partie de la collection royale d'Espagne : elle appartenait à Élisabeth Farnèse, épouse du roi Philippe V d'Espagne, et était placée dans « la salle à manger de leurs Majestés » dans le palais royal de la Granja de San Ildefonso, que Philippe avait fait construire dans les années 1720 dans les montagnes proches de Madrid pour qu'elle serve de résidence d'été. Philippe était mort cette année-là, et son successeur, Ferdinand VI d'Espagne, concéda le palais et son contenu à sa belle-mère. À la mort de celle-ci en 1766, la peinture figurait encore à l'inventaire de La Granja, mais en 1794 et en 1818, elle était enregistrée au Palais royal d'Aranjuez, plus récent Une fois la peinture au Prado avec le reste de la collection royale d'Espagne, ce n'est que dans les années 2000 qu'elle a été présenté au public à la suite de la construction d'une nouvelle aile à l'arrière.

### Attribution de la peinture
La peinture a longtemps été vaguement attribuée à l'école flamande du XVIIe siècle, et l'on avançait que Joachim von Sandrart, Hendrik Goltzius ou Bartholomeus Spranger pouvait en être l'auteur ; l'œuvre a même été attribuée à un artiste inconnu du duché de Lorraine ou d'Augsbourg. La première attribution de la peinture à Strobel a été faite en 1970 par Jaromir Neumann et confirmée par Lode Seghers en 1987 à la suite d'une comparaison avec le style du David et Bethsabée que signa Strobel et qui se trouve maintenant dans l'ancien château de Wallenstein à Mnichovo Hradiště, en République tchèque Des comparaisons postérieures avec d'autres œuvres avérées de Strobel ont confirmé cette attribution, qui semble maintenant généralement acceptée.

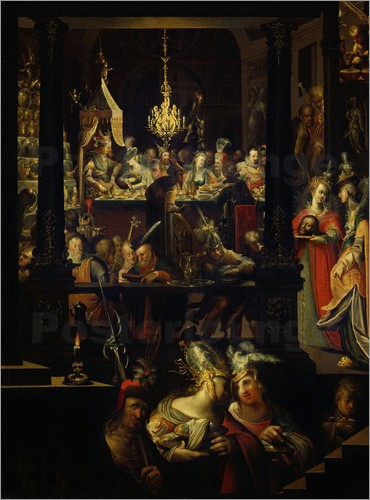
Le Festin d'Hérode de l'Alte Pinakothek de Munich, maintenant attribué à Strobel.

## Version de Munich
Suivant l'attribution du tableau du Prado, un autre Festin d'Hérode à l'Alte Pinakothek de Munich, bien plus petit (95 sur 73 cm, a aussi été attribué à Strobel ; il serait probablement plus ancien que l'autre. Ce tableau partage de nombreuses caractéristiques avec celui du Prado : il présente aussi des portraits de dirigeants politiques et de chefs militaires, un mélange de styles et un espace pictural complexe où l'on voit cette fois le festin principal dans la partie supérieure, à l'arrière-plan, derrière une colonnade. Il avait été attribué, entre autres, à Jacques Bellange.
Parmi les portraits faits dans ce tableau, il y a peut-être Jean t'Serclaes, comte de Tilly, qui, de 1610 jusqu'à sa mort en 1632, fut commandant en chef de la Ligue catholique et du Saint-Empire romain germanique avant Wallenstein et qui commanda le tristement célèbre sac de Magdebourg en 1631. Ce serait le personnage de gauche situé derrière la balustrade. L'homme qui lit à la droite de lui est peut-être aussi un portrait. L'homme richement vêtu à la barbiche pointue à la droite de la table à manger à l'arrière-plan peut être Gabriel Bethlen (mort en 1629), prince de Transylvanie, roi de Hongrie et chef des forces hongroises anti-Habsbourg. Sa veuve, Catherine de Brandebourg, est peut-être l'une des femmes représentées sur la peinture du Prado.

## Style

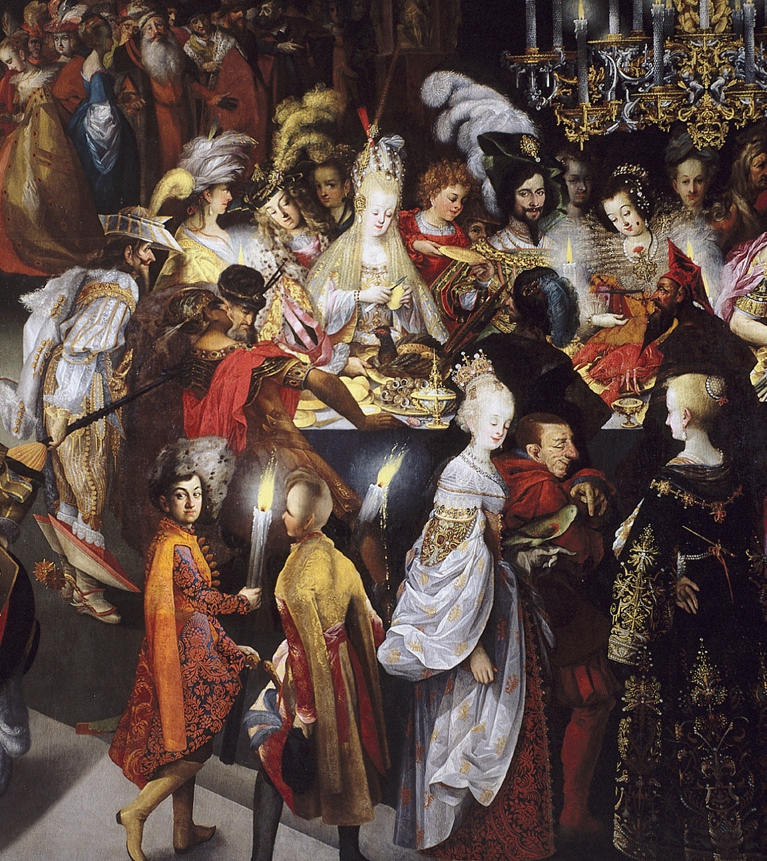
Près du bout gauche de la table, les deux garçons portent des costumes de style polonais.

Le style des personnages de la peinture du Prado va de portraits réalistes à des visages généraux et idéalisés, notamment parmi les femmes, en passant par des caricatures expressives, et les trois types sont souvent réunis dans un groupe. Les costumes de nombreux personnages sont peints avec précision et dans le détail, mais les modes illustrées vont des styles français des années 1630 à ceux de Pologne et comprennent des éléments purement fantaisistes. Les deux porte-torches situés devant le bout gauche de la table sont vêtus à la polonaise, que ce soit l'insigne à trois plumes (szkofia) distinctif de la coiffure de celui de droite ou les bottes de celui de gauche, qui semble être un portrait. Ce même garçon porte aussi un (sabre) courbe de type polonais ou hongrois. À l'arrière-plan de ces garçons, un personnage de sexe incertain porte l'uniforme militaire romain modifié caractéristique des déesses et des figures allégoriques observées dans le maniérisme du Nord ; il y a un personnage semblable à l'avant-plan du Festin de Munich. Ce mélange dans la représentation tant des visages que des vêtements rappelle de nombreuses peintures religieuses nordiques des XVe et XVIe siècles, et notamment celles qui représentent la Passion du Christ. Il y a des réminiscences du style fantastique de l'imprimeur Jacques Bellange, autre artiste dont la patrie, la Lorraine, devait être ravagée par la guerre. De l'avis d'un critique, « les bords estompés, l'éclectisme, le mélange de registres et la déflation parodique de la poésie de la fin de la Renaissance se reflètent dans la peinture maniériste, de Jacques Bellange à Bartholomeus Strobel ». Malgré sa date tardive, l'œuvre de Strobel s'enracine encore dans le maniérisme du Nord rodolphin de Prague, que le peintre a absorbé dans sa jeunesse.